# The Less You Know, the Better
The Less You Know, the Better è il quarto album discografico in studio del musicista e produttore DJ Shadow, pubblicato nel settembre 2011.

## Tracce
1. Back to Front (Circular Logic) – 2:05
2. Border Crossing – 3:36
3. Stay the Course (feat. Talib Kweli and Posdnuos) – 3:36
4. I've Been Trying – 3:13
5. Sad and Lonely – 3:10
6. Warning Call (feat. Tom Vek) – 3:36
7. Tedium – 2:27
8. Enemy Lines – 5:23
9. Going Nowhere – 0:28
10. Redeemed – 4:26
11. Run for Your Life – 3:25
12. Give Me Back the Nights – 3:55
13. I Gotta Rokk – 6:29
14. Scale It Back (feat. Little Dragon) – 4:17
15. Circular Logic (Front to Back) – 4:55
16. (Not So) Sad and Lonely – 4:30

Bonus track (edizione deluxe Stati Uniti)
1. Come on Riding (Through the Cosmos) – 4:48
2. Def Surrounds Us – 7:38
3. Let's Get It (Bass, Bass, Bass) – 3:42